# تنریو
تنریو (به ژاپنی: 天領 てんりょう)، شی‌هایشو، در دوره ادو سرزمینی تحت کنترل مستقیم شوگون‌سالاری ادو بود. تنریو یک نام رایج است و نام‌های مختلفی مانند قلمرو تحت کنترل مستقیم شوگون‌سالاری ادو، قلمرو شوگون‌سالاری توکوگاوا، قلمرو تحت کنترل توکوگاوا، قلمرو شوگون‌سالاری و قلمرو شوگون وجود دارد. این نام‌ها اصطلاح‌های رسمی تاریخی نیستند.
از زمان گنروکو، تقریباً ۴ میلیون ککو زمین تحت کنترل مستقیم شوگون‌سالاری وجود داشت. قلمروها در سراسر ژاپن پراکنده هستند و در طول دوره ادو، ۵۱ کشور و یک منطقه (ازو) وجود داشت که به نوعی کنترل مستقیم بر حکومت شوگون داشت. که موادی برای ساخت قلعه‌ها و کاخ‌ها تولید می‌کرد و منبع اصلی درآمد شوگون‌سالاری ادو بود.